# جيفري الخامس (كونت أنجو)
جيفري الخامس (بالفرنسية: Geoffroy V d'Anjou)‏ (24 أغسطس 1113 – 7 سبتمبر 1151)؛ كان كونت أنجو وكونت تور وكونت ماين بالميراث من طرف والدته، ثم دوقاً على نورماندي أثناء احتلالها عام 1144 بعد زواجه من ماتيلدا أرملة الإمبراطور هاينريش الخامس لاحقا ملكة إنجلترا عام 1128 وكان يصغرها بثلاثة عشر عاماً أصبح في العام التالى كونت لأنجو، وفي عام 1135 توفي حماه هنري الأول، كانت زوجته ماتيلدا حفيدة الغازي النورماندي وصاحبة التيجان الإنجليزية وريثة الشرعية الوحيدة من نسل الغازي منذ وفاة أخوها ويليام أديلين عام 1120 ووالدها عام 1135 ولكن أمور لم تصبح لصالحها بحيث نافسها كونت بلوا وابن عمتها ستيفن على الألقاب والممتلكات.
خلال 1142 و1143 تمكن جيفري من تأمين كل من نورماندي غرب وجنوب نهر السين، وفي 14 يناير 1144 عبروا نهر السين ودخلوا العاصمة روان، تولي لقب «دوق نورماندي» في صيف عام 1144.
جيفري أيضا إخماد ثلاثة تمردات بارونية في أنجو، في 1129، 1135، و1145–1151، وكان كثيراً ما يتعارض مع شقيقه الأصغر إلياس، وقد حبسه حتى 1151، خطر التمرد تباطأ له التقدم في نورماندي، وهو السبب في أنه لا يمكن أن يتدخل في إنكلترا، وأصبح خلفيته ابنه البكر هنري كورتمانتلي على رأس الدوقية عام 1151، نجح في الوصول العرش الإنكليزي وأسس سلالة بلنتجنت الذي أعطى جيفري اسمه المستعار عام 1154 بعد وفاة ستيفن، ولكن زوجته ماتيلدا بقيت على قيد الحياة حتى عام 1162 وتوفيت في روان عاصمة الدوقية بعد أن اعتزلت الحياة السياسية منذ عام 1153 لابنها البكر هنري كورتمانتلي.